# (5740) Toutoumi
(5740) Toutoumi est un astéroïde de la ceinture principale.

## Description
(5740) Toutoumi est un astéroïde de la ceinture principale. Il fut découvert le 29 novembre 1989 à l'observatoire Gekko par Yoshiaki Ōshima. Il présente une orbite caractérisée par un demi-grand axe de 2,63 UA, une excentricité de 0,19 et une inclinaison de 13,5° par rapport à l'écliptique.

## Compléments